# 挛缩

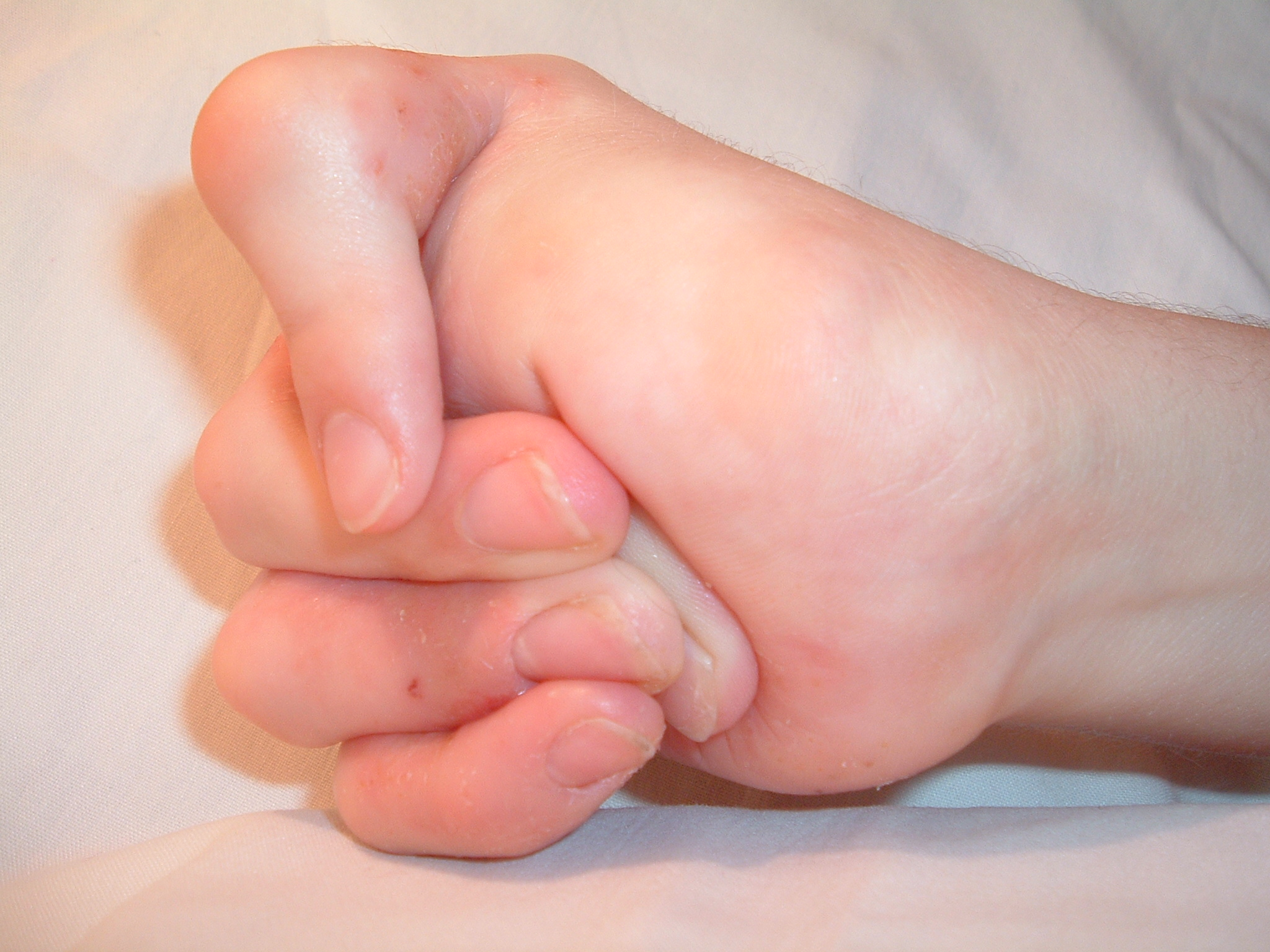
弗里曼-谢尔顿综合征所見手部攣縮

在病理学上，挛缩是指肌肉或关节的永久性短缩，通常是由于肌肉集中区域的长期高张性痉挛状态所致，例如在患有痉挛型脑性瘫痪等疾病的人最紧张的肌肉中所见，但也可能是由于子宫内肌肉和结缔组织的先天性发育异常所致。
当正常的弹性组织如肌肉或肌腱被非弹性组织取代（纤维化）时，就会出现挛缩。这会造成这些组织短缩、硬化，最终导致关节僵硬、畸形，关节周围运动完全丧失。大多数针对挛缩患者的物理、职业治疗和其他锻炼方案都首先侧重于防止挛缩的发生。然而，在适应性瑜伽等方法中对结缔组织持续牵拉的研究表明，在解决痉挛倾向的同时，可以减少挛缩。
挛缩也可能由于缺血导致肌肉组织死亡引起，如福克曼挛缩；还可能由于受伤后伤口边缘的肌成纤维细胞和基质金属蛋白酶积累过多引起。